# 下間仲世
下間 仲世（しもつま なかとし）は、安土桃山時代の武将。本願寺の家臣。下間仲孝の嫡男。仲此の兄。妻は下間頼廉の娘。子に仲純。幼名は源太郎、通称は式部卿。
下間氏の一派少進家の当主仲孝の嫡男だったが、慶長5年（1600年）の関ヶ原の戦いで西軍の石田三成に加担したため、父から廃嫡され、弟の仲此が後継者になった。『下間系図』では大垣で戦死したとされるが、以後の消息は不明。
子の仲純（1596年 - 1659年）は本願寺の家臣に取り立てられた。また子孫は大弐家と呼ばれ、少進家が天和3年（1683年）に西本願寺法主寂如と対立して没落すると代わりに取り立てられ、坊官として仕えた。